# Liste der Biografien/Belf
Liste der Biografien |
Portal Biografien |
Personensuche
# |
A |
B |
C |
D |
E |
F |
G |
H |
I |
J |
K |
L |
M |
N |
O |
P |
Q |
R |
S |
T |
U |
V |
W |
X |
Y |
Z |
?
 
Ba |
Be |
Bd |
Bg |
Bh |
Bi |
Bj |
Bl |
Bm |
Bn |
Bo |
Br |
Bs |
Bu |
Bw |
By |
Bz
 
Bea–Beb |
Bec |
Bed |
Bee |
Bef |
Beg |
Beh |
Bei |
Bej |
Bek |
Bel |
Bem |
Ben |
Beo |
Bep |
Beq |
Ber |
Bes |
Bet |
Beu |
Bev |
Bew |
Bex |
Bey |
Bez
 
Bela |
Belb |
Belc |
Beld |
Bele |
Belf |
Belg |
Belh |
Beli |
Belj |
Belk |
Bell |
Belm |
Beln |
Belo |
Belp |
Belq |
Belr |
Bels |
Belt |
Belu |
Belv |
Belw |
Bely |
Belz
Die Liste der Biografien führt alle Personen auf, die in der deutschsprachigen Wikipedia einen Artikel haben. Dieses ist eine Teilliste mit 16 Einträgen von Personen, deren Namen mit den Buchstaben „Belf“ beginnt.

## Belf

### Belfa
- Belfaa, Othmane (* 1961), algerischer Hochspringer

### Belfe
- Belfer, Itzchak (1923–2021), israelischer Bildhauer und Maler
- Belfer-Cohen, Anna (* 1949), israelische Archäologin, Paläoanthropologin und Hochschullehrerin

### Belfi
- Belfi, Jordan (* 1978), US-amerikanischer Schauspieler
- Belfitt, Rod (* 1945), englischer Fußballspieler

### Belfo
- Belfodil, Ishak (* 1992), algerisch-französischer Fußballspieler
- Belfor, Alamande (* 1972), niederländischer Entertainer, Tänzer, Choreograph und Eventmanager
- Belford, Christine (* 1949), US-amerikanische Schauspielerin
- Belford, James B. (1837–1910), US-amerikanischer Politiker
- Belford, Joseph M. (1852–1917), US-amerikanischer Politiker
- Belfort, Jordan (* 1962), US-amerikanischer Autor und MotivationstrainerJordan Belfort (* 1962)

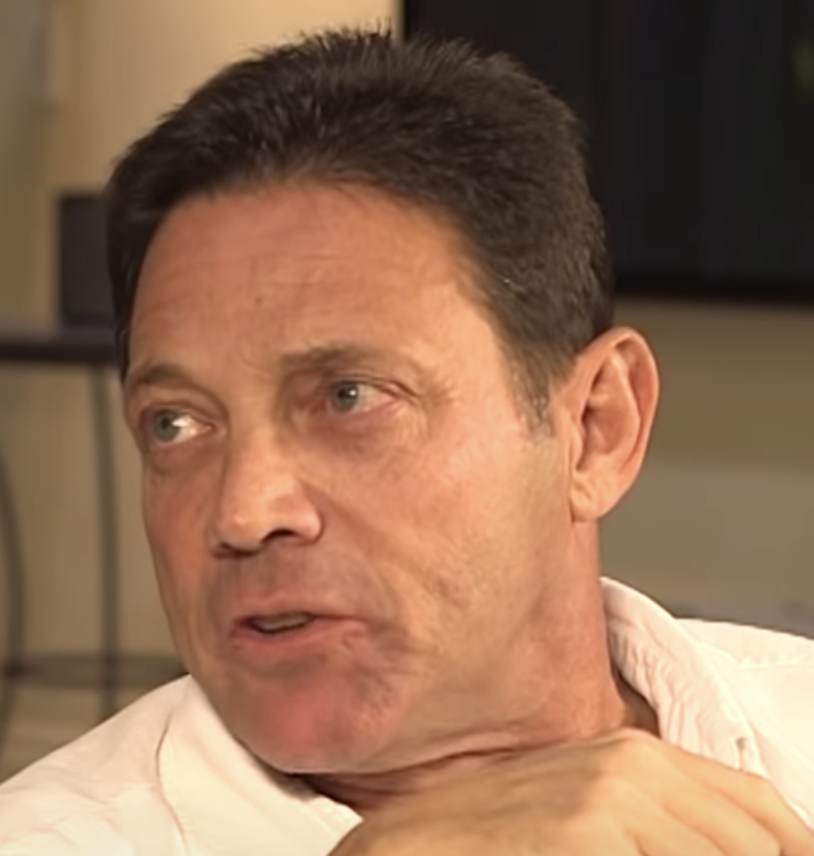
Jordan Belfort (* 1962)

- Belfort, Vitor (* 1977), brasilianischer MMA-Kämpfer
- Belfour, Ed (* 1965), kanadischer Eishockeytorwart
- Belfour, Robert (1940–2015), US-amerikanischer Bluesmusiker

### Belfr
- Belfrage, Crispian (* 1971), britischer Schauspieler
- Belfrage, Frank (* 1942), schwedischer Diplomat, Botschafter und Staatssekretär